# Rostovànovskoie
Rostovànovskoie (en rus: Ростовановское) és un poble del krai de Stàvropol, a Rússia, que en el cens del 2010 tenia 1.797 habitants. Pertany al districte rural de Kurskaia.